# ویروپورین

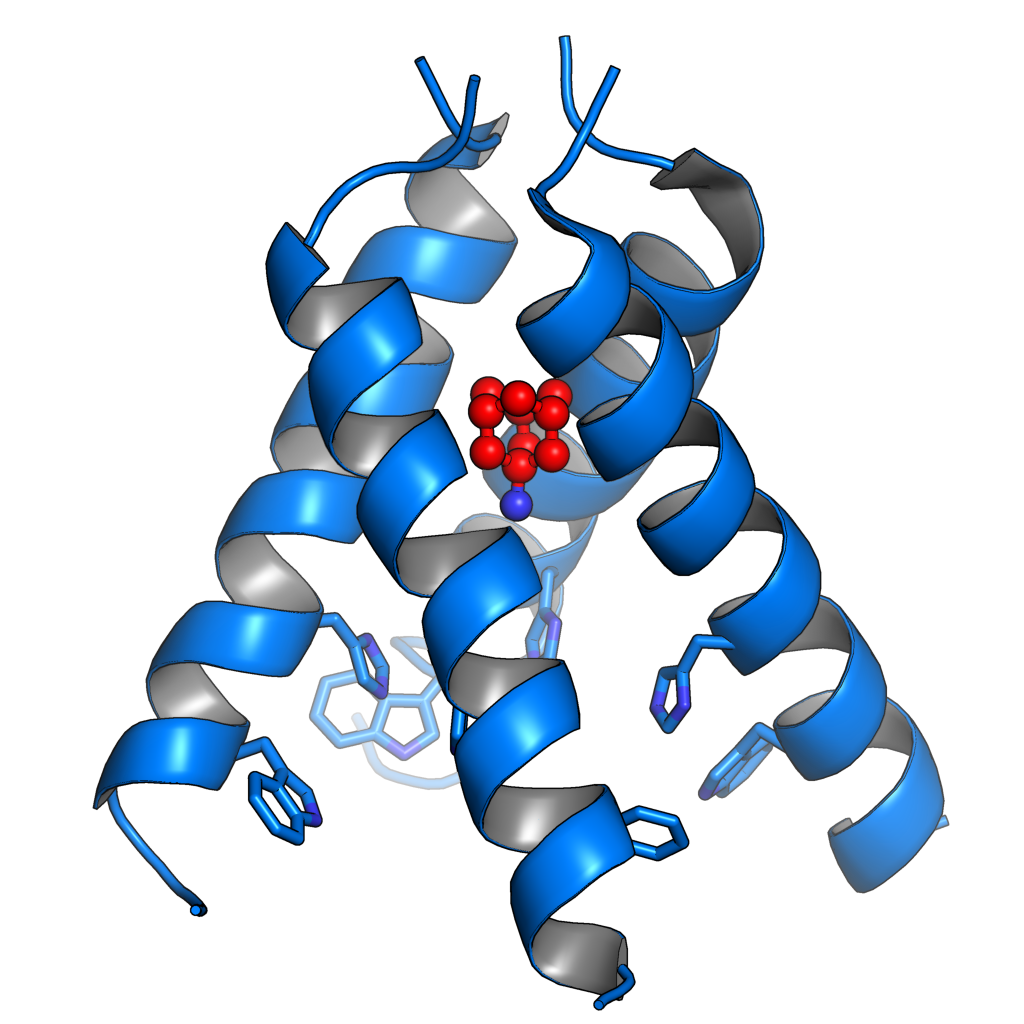
تصویر تترامر مارپیچ پروتئین تراغشای M2 در ویروس آنفولانزا A، که به عنوان یک کانال پروتونی عمل می‌کند، به همراه داروی مسدود کننده کانال آمانتادین (با رنگ قرمز نشان داده شده‌است). این مارپیچ بقایای حفظ شده تریپتوفان و هیستیدین که نقش کلیدی در انتقال پروتون ایفا می‌کنند هستند.

ویروپورین‌ها (به انگلیسی: Viroporin) پروتئین‌های ویروسی چند منظوره، کوچک و معمولاً آبگریز هستند که نفوذ پذیری غشای سلولی را تغییر می‌دهند و در نتیجه آن، انتشار ویروس از سلول‌های آلوده را تسهیل می‌کنند. ویروپورین‌ها می‌توانند در کانال‌های یونی الیگومری یا منافذ غشای سلولی میزبان جمع شوند و آن را نفوذپذیرتر و در نتیجه خروج ویریون‌ها از سلول را تسهیل کنند. بسیاری از ویروپورین‌ها همچنین اثرات اضافی بر متابولیسم سلولی و هموستاز دارند که با واسطه برهمکنش پروتئین-پروتئین با پروتئین‌های سلول میزبان انجام می‌شود. ویروپورین‌ها لزوماً برای تکثیر ویروس ضروری نیستند، اما سرعت رشد را افزایش می‌دهند. ژن این پروتئین‌ها در انواع ژنوم‌های ویروسی وجود دارد اما در ویروس‌های RNA بیشتر دیده می‌شود. بسیاری از ویروس‌هایی که باعث بیماری در انسان می‌شوند، توان بیان ژن ویروپورین‌ها را دارند. این ویروس‌ها شامل ویروس هپاتیت C، ویروس آنفولانزای A، ویروس فلج اطفال، HIV-1، ویروس سین‌سیشیال تنفسی و SARS-CoV هستند.

## ساختار
ویروپورین‌ها معمولاً کوچک بوده (دارای کمتر از ۱۰۰ یا ۱۲۰ نوع آمینو اسید) و حاوی حداقل یک ناحیه با توانایی تا شدن به یک مارپیچ تراوای آمفی فاتیک هستند. برخی از نمونه‌های ویروپورین نیز بخش‌هایی دارای آمینو اسیدهای بازی یا آروماتیک بوده که تصور می‌شود در ناحیه سطحی غشاء قرار دارند. الیگومرهای این پروتئین‌ها، اغلب تترامرها، کانال‌های یونی یا منافذی با تراوایی یونی ضعیف تشکیل می‌دهند که اجازه انتشار یون‌ها را در غشای سلولی می‌دهد. معماری مولکولی منافذ، میزان نفوذپذیری آن، میزان ترکیب لیپیدها در غشای اطراف و وجود بخش‌هایی از پروتئین که زوائد غشایی را تشکیل می‌دهند، همگی در بین ویروپورین‌ها تفاوت دارد. این مسئله نشان می‌دهند که این پروتئین‌ها دارای آرایه متنوع و نقش‌های عملکردی مختلفی هستند.

### طبقه‌بندی
یک طرح طبقه‌بندی پیشنهادی، ویروپورین‌ها را بر اساس توپولوژی و جهت‌گیری آنها در غشاء سلولی به چهار دسته طبقه‌بندی می‌کند. ویروپورین‌های «دسته I» تنها دارای یک مارپیچ نفوذپذیر و دو زیرگروه هستند. در زیرگروه «IA»، پایانه-C و در زیرگروه «IB» پایانه-N به سمت سیتوزول جهت‌گیری می‌کند. ویروپورین‌های «دسته II» دارای یک موتیف مارپیچ-چرخشی-مارپیچ هستند که هر دو بخش مارپیچی از غشاء عبور می‌کنند. در زیرگروه «IIA» هر دو انتها به سمت خارج (برون سلولی یا به سمت لومِنِ شبکه آندوپلاسمی) و در زیرگروه «IIB» هر دو انتها به سمت سیتوزول قرار دارند. استثناهایی نیز برای این طبقه بندی ها وجود دارد مثلا پروتئین غیر ساختاری روتاویروس (VP4) در هیچ‌یک از این دسته‌ها چای نمی‌گیرد.

## عملکرد

### ضروری بودن
اکثر ویروپورین‌ها برای ویروس‌ها ضروری نیستند، اما عدم وجود آنها به‌طور قابل توجهی کارایی انتشار آنها را کاهش می‌دهد. پیامدهای مختلفی در کاهش تولید ویروپورین توسط ویروس وجود دارد برای مقال ویروس هپاتیت C بدون ویروپورین p7 قادر به تکثیر نیست، با این حال، توانایی تکثیر ویروس آنفولانزای A و HIV-1 در غیاب تِیتِر ویروسی خود در شرایط آزمایشگاهی همچنان وجود دارد اما ۱۰ تا ۱۰۰ برابر کاهش می‌یابد. برخی از ویروس‌ها در موارد نداشتن ویروپورین در ژنوم خود از توان حضور ویروپورین ویروسی دیگر در سلول استفاده و سرعت تکثیر خود را افزایش می‌دهند.

### نفوذپذیری غشا
تأثیر ویروپورین‌ها در نفوذپذیری غشای سلولی به یون‌ها و املاح کوچک به خوبی مطالعه و به اثبات رسیده‌است. قبل کشف تفاوت‌های ساختاری و عماکردی در بین دسته‌های مختلف ویروپورین‌ها، نقش آنها در افزایش نفوذ پذیری غشاء، در سلول‌های آلوده، به خوبی شناخته شده بود. ویروپورین های ویژه در اواخر چرخه تکثیر ویروسی، مسئول اصلی تغییرات در غشا سلول هستند. ویروپورین‌هایی که به صورت تراریخته در آزمایشگاه تولید می‌شوند، در غیاب ویروس منشأ خود، می‌توانند همچنان اثر خود را حفظ کنند و این ویژگی کشف ویروپورین‌ها مختلف ویروس‌ها را تسهیل کرده‌است.

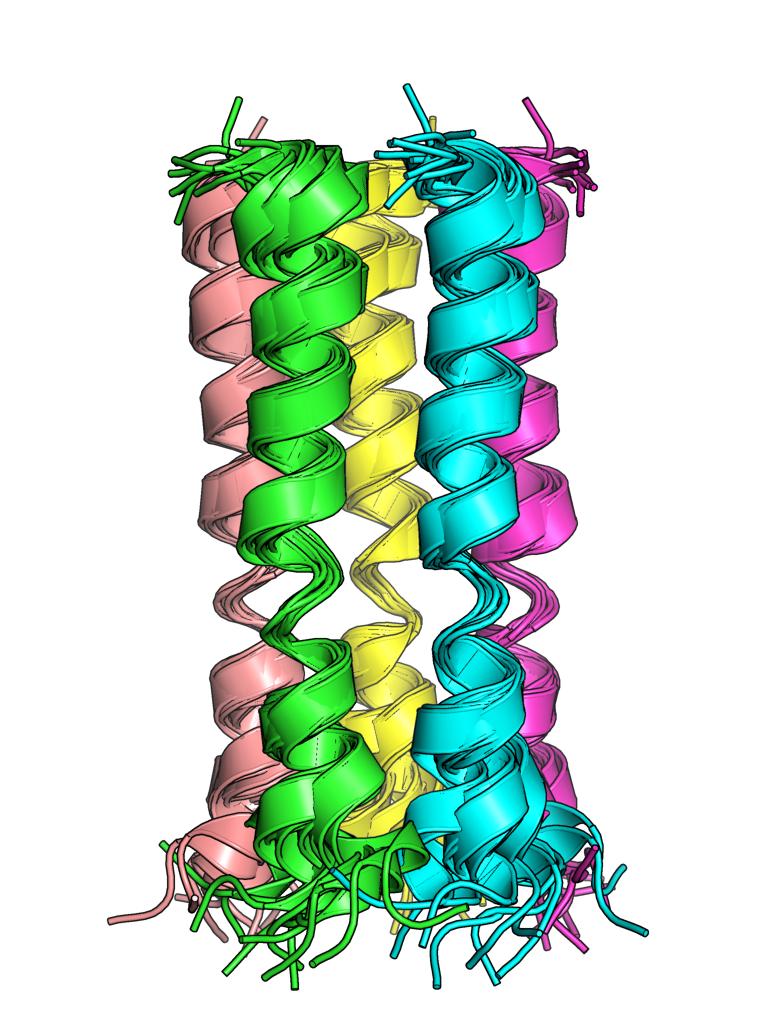
مدل مبتنی بر NMR حالت جامد از منافذ پنتامری نفوذپذیر به کاتیون‌ها را تشکیل می‌دهد، توسط مارپیچ‌های گذرنده E، در ویروپورین ویروس SARS-CoV-2 نشان داده شده اس. ارائه شده از

در بیشتر موارد، منافذ ایجاد شده توسط ویروپورین‌ها غیرانتخابی هستند یا فقط برای یون‌های خاص یا مولکول‌های کوچک به مقدار کمی، تراوایی انتخابی دارند. اما برخی از ویروپورین‌های قابلیت بسیاری در نفوذپذیری انتخابی از خود نشان می‌دهند. به عنوان مثال می‌توان به پروتئین کانال پروتون M2 در ویروس آنفولانزا A که برای پروتون‌ها بسیار انتخابی است و در pH پایین فعالیت می‌کند و پروتئین Kcv ودر یروس کلرلا که برای یون‌های پتاسیم انتخابی است، اشاره کرد. همچنین یک مکانیسم جایگزینگر توسط پروتئین E موجود در SARS-CoV کشف شده‌است که در آن ویروپورین منافذی از لیپیدهای غشایی سلول میزبان را که سرهای قطبی آن‌ها برای انتخاب یون ایجاد شده‌است، برای مصارف ویروسی تغییر می‌دهد. پروتئین E همولوگ SARS-CoV-2، که از نظر ساختاری با NMR حالت جامد مشخص می‌شود، یک پنتامر قابل نفوذ به کاتیون‌ها را در غشاء سلول تشکیل می‌دهد.
از دست دادن پلاریزاسیون غشاء می‌تواند بازده ویروس را از طریق مکانیسم‌های مختلفی که در طول چرخه زندگی ویروسی عمل می‌کنند، افزایش دهد. در ویروس‌های دارای پوشش، ویروپورین‌ها به صورت تجمع یافته در پوشش ویروسی حضور ندارند، اما حضور آنها می‌تواند به ورود ویروس به سلول کمک کند. ویروس آنفولانزای A یک نمونه بررسی شده در ویروس‌های پوشینه‌دار است. ویروپورین‌های موجود در غشای اندامک‌هایی مانند دستگاه گلژی می‌توانند محیط داخلی آن اندامک‌ها را تحت تأثیر قرار دهند و قاچاق پروتئین از آن را برای ساخت اجزای ویروسی تعدیل کنند. همچنین می‌توانند از ویروس در برابر pH پایین و اجزای ایمنی سلول محافظت کنند در ویروس‌های بدون پوشش، تغییرات نفوذپذیری غشاء ممکن است برای القای لیز سلولی کافی باشد و این نفوذ پذیری به ویریون‌های جدید اجازه خروج از سلول را می‌دهد. احتمال می‌رود در ویروس‌های دارای پوشش، اثر دپلاریزاسیون ویروپورین‌ها باعث افزایش تکثیر ویروس شود. از بین رفتن کانال‌های یونی یا عملکرد منافذ ویروپورین‌ها، چه از طریق جهش، تغییر در نفوذ پذیری بدون ایجاد اختلال در سایر عملکردها یا داروهای مسدود کننده کانال، معمولاً انتشار ویروس را کاهش یا از بین می‌برد.

### همانندسازی ژنوم
اکثر ویروس‌هایی که ویروپورین‌ها را در ژن خود کد می‌کنند، می‌توانند در غیاب ویروپورین همچنان ژنوم خود، حتی اگر در سرعت آن اختلال ایجاد شود، را همانندسازی کنند، با این حال، روتاویروس‌ها و پیکورناویروس‌ها برای تسهیل تشکیل ویروپلاسم یا بخش‌های درون سلولیِ تخصصیِ بازسازی‌شده از غشای شبکه آندوپلاسمی که در آن تکثیر ژنوم اتفاق می‌افتد، به ویروپورین‌های خود متکی هستند.

### تعامل پروتئین-پروتئین
برخی از ویروپورین‌ها اثرات عملکردی را از طریق فعل و انفعالات پروتئین-پروتئین اعمال می‌کنند. به عنوان مثال در HIV-1 ویروپورین Vpu تکثیر ویروس را اگرچه مکانیسم مولکولی دقیق این برهم‌کنش مشخص نیست، از طریق برهمکنش با CD4 و تترین، تعدیل می‌کند. آگنوپروتئین در پلیوماویروس JC به عنوان یک ویروپورین علاوه بر نقش‌های متعددش، از طریق تعامل با پروتئین‌های ویروسی مانند پروتئین کپسید اصلی VP1 فعالیت‌های تغییر غشائی را انجام می‌دهد.

## نقش در بیماری

### عوامل بیماری‌زا
ویروپورین‌ها را نیز می‌توان نوعی پاتوژن در نظر گرفت. در ویروس‌هایی که ویروپورین‌ها ضروری نیستند، بیماری‌زایی و انتشارشان در غیاب ویروپورین، فراتر از سطح مورد انتظار کاهش می‌یابد. در برخی موارد، اثرات نفوذپذیری غشایی ویروپورین‌ها، می‌توانند مجموعه‌ها پروتئینی مرتبط با فعال‌سازی ایمنی غیر اختصاصی را بیش از اندازه فعال کند که این اتفاق باعث بروز علائم بیماری از جمله التهاب می‌شود.

### انکوپروتئین‌ها
پروتئین E5 پاپیلومای انسانی ۱۶ که کمترین مطالعه را در بین سه پروتئین‌های انکوژن HPV دارد، در سال ۲۰۱۲ به عنوان یک ویروپورین شناخته شد. این اولین نمونه شناخته شده از یک ویروپورین انکوژنیک بود.

### اهداف دارویی
هر چند بسیاری از ترکیبات شیمیایی، دارای توانایی اثر گذاری بر انواع مختلف ویروپورین‌ها، که با عملکرد کانال‌های یونی سر و کار دارند، نیستند؛ بررسی برخی از ویروپورین‌ها، که برای انتشار ویروس ضروری هستند، برای اهداف دارویی و توسعه داروهای ضد ویروسی بسیار پر طرفدار است. با این وجود داروهای ساخته شده به این روش، کاربردهای بالینی نسبتاً اندکی دارند. آمانتادین، که در دهه ۱۹۶۰ کشف شد و برای مدتی در مورد آنفولانزای A مورد استفاده قرار می‌گرفت، نمونه‌ای از داروی هدف‌گیرنده ویروپورین است. با این حال، بررسی کاکرین در سال ۲۰۱۴ فایده ای برای استفاده از آن در کودکان یا افراد مسن پیدا نکرد و CDC ایالات متحده داروهای این دسته را به دلیل جهش‌های ایجاد شده در ویروس و به تبع مقاومت دارویی گسترده ویروس توصیه نمی‌کند.

## مثال‌ها
ویروپورین‌ها را می‌توان در تعداد زیادی از ویروس‌ها با طبقه‌بندی‌های ژنومی و مکانیسم‌های تکثیر مختلف یافت.
| خانواده          | ویروس                            | نوع ژنوم | پروتئین ویروپورین         |
| ---------------- | -------------------------------- | -------- | ------------------------- |
| کروناویریده      | کرونا ویروس سارس                 | (+)ssRNA | پروتئین E، پروتئین 3A     |
| کروناویریده      | ویروس هپاتیت موشی                | (+)ssRNA | پروتئین E                 |
| فلاویریده        | ویروس هپاتیت C                   | (+)ssRNA | پروتئین p7                |
| اورتومیکسوویریده | ویروس آنفولانزا A                | (-)ssRNA | پروتئین M2                |
| اورتومیکسوویریده | ویروس آنفولانزا B                | (-)ssRNA | پروتئین NB , پروتئین BM2  |
| اورتومیکسوویریده | ویروس آنفولانزا C                | (-)ssRNA | پروتئین CM2               |
| پاپیلوماویریده   | ویروس پاپیلومای انسانی ۱۶        | dsDNA    | پروتئین E                 |
| فیکوناویریده     | ویروس پارامسیوم بورساریا کلرلا ۱ | dsDNA    | پروتئین Kcv               |
| فیکوناویریده     | ویروس آکانتوسیستیس کلرلا ۱       | dsDNA    | پروتئین Kcv               |
| پیکورناویریده    | ویروس کوکساکی                    | (+)ssRNA | پروتئین 2B                |
| پیکورناویریده    | انتروویروس ۷۱                    | (+)ssRNA | پروتئین 2B                |
| پیکورناویریده    | فلج اطفال                        | (+)ssRNA | پروتئین 2B , پروتئین 3A   |
| پنوموویریدا      | ویروس سنسیشیال تنفسی انسان       | (-)ssRNA | پروتئین آبگریز کوچک (SH). |
| پلیوماویریده     | پلیوماویروس JC                   | dsDNA    | آگنوپروتئین               |
| پلیوماویریده     | SV40                             | dsDNA    | پروتئین ویروسی ۴          |
| رئوویریده        | ریویروس پرندگان                  | dsRNA    | پروتئین p10               |
| رتروویریده       | ویروس نقص ایمنی انسانی ۱         | ssRNA-RT | Vpu                       |
| رتروویریده       | ویروس تب زودگذر گاوی             | (-)ssRNA | پروتئین آلفا 10p          |
| توگاویریده       | ویروس سملیکی جنگلی               | (+)ssRNA | پروتئین 6K                |
| توگاویریده       | ویروس سندبیس                     | (+)ssRNA | پروتئین 6K                |
| توگاویریده       | ویروس رودخانه راس                | (+)ssRNA | پروتئین 6K                |

(ssRNA و ssDNA ژنوم تک رشته‌ای و dsRNA و dsDNA ژنوم های دو رشته‌ای هستند و مثبت یا منفی بودن آنها نشان دهنده سنس ویروس است.
این جدول ترکیبی از جدول ۱ تحقیقات گونزالس و همکاران. ۲۰۰۳، جدول ۱ از وانگ و همکاران. ۲۰۱۱، و جدول ۱، جعبه ۱، و جعبه ۲ از نیئوا و همکاران. ۲۰۱۲ را نشان می‌دهد